# Vinita Marwaha Madill
Vinita Marwaha Madill   (Kingston-upon-Thames, 9 de gener de 1987) és una enginyera britànica d'operacions espacials i divulgadora científica. Treballa a l'Agència Espacial Europea a través de TERMA B.V. als Països Baixos, on és responsable del desenvolupament del Braç Robòtic Europeu.
Va fundar la plataforma «Rocket Women», que utilitza històries i entrevistes per animar les dones a estudiar STEM (ciència, tecnologia, enginyeria i matemàtiques).

## Joventut i educació
Marwaha Madill va néixer el 9 de gener de 1987 a Kingston-upon-Thames. Va assistir a la Tolworth Girls' School. Quan tenia dotze anys, li va dir al seu professor de física que «volia treballar al control de missió de la NASA».
Va obtenir una llicenciatura al King's College de Londres en Matemàtiques i Física amb Astrofísica el 2008. Després es va traslladar a la Universitat Internacional de l'Espai, on va obtenir un diploma del Programa d'Estudis Espacials el 2008 i un màster en Gestió de l'espai el 2010. El 2010 va completar un màster en Astronàutica i Enginyeria Espacial a la Universitat Cranfield. El 2009 va ensenyar al Centre d'Investigació Ames de la NASA per al Programa d'Estudis Espacials de la Universitat Internacional de l'Espai.

## Carrera professional
Marwaha Madill va començar a treballar a l'Agència Espacial Europea el 2010 al Centre Europeu d'Astronautes. Va ser la responsable de recollir i analitzar dades de la formació i les operacions de l'activitat extravehicular, fent recomanacions per a la millora del procés. Va treballar en el Skinsuit de contramesura de càrrega de gravetat a l'Oficina de Medicina Espacial, desenvolupant una mètrica per avaluar la pèrdua òssia.
A partir del 2011, Marwaha Madill va treballar com a enginyera d'operacions de càrrega útil de l'Estació Espacial Internacional al Centre de Suport a l'Usuari de Microgravetat del Centre Aeroespacial Alemany (DLR), a través de Telespazio VEGA. El 2013 va treballar entre el Canadà i el Regne Unit, durant tres anys com a gerent d'enginyeria a Miovision Technologies i com a responsable de relacions públiques i comunicacions del Consell Assessor de Generació Espacial. El 2016 es va incorporar a TERMA B.V. per a l'ESA com a Enginyera d'Operacions Espacials.

## «Rocket women»
«Rocket Women», una plataforma per a la defensa de les dones en STEM, va ser fundada per Marwaha Madill el 2012.
El 2014, Marwaha Madill va aparèixer a la base de dades «Women In Space» de The Telegraph. Va aparèixer a la revista Elle «12 Genius Young Women Shaping The Future». El juny de 2016 va ser una de les vuit joves canadenquess que van assistir a una reunió privada al Parliament Hill amb el primer ministre Justin Trudeau. Ha impartit xerrades convidades al Bluedot Festival, New Scientist Live, Norwich Science Festival i el Science Museum. Va participar en l'exposició «Portraits of Strength» de Tech Girls Canada. La revista Fast Company va classificar Marwaha Madill com una de les «persones més creatives» el 2016.
El 2017 va aparèixer a «Women with the Right Stuff» de la BBC Radio 4, parlant de Mercury 13. Treballa estretament amb la Royal Academy of Engineering, donant suport als professors d'escola per aprendre sobre la investigació espacial i les carreres. Va parlar sobre «Selfies, espai i cirurgia: com els sensors d'imatge digital han donat forma al nostre món» al Science Museum de Londres.
Marwaha Madill és una bloguera habitual sobre totes les coses relacionades amb l'espai i la representació a la ciència. El seu blog A Space Suit that Squeezes de la revista estatunidenca American Scientist va ser el més popular el 2015.